# Hermann von Colard
Hermann von Colard (11. února 1857 Stanislawów – 8. dubna 1916 Biała) byl rakousko-uherský generál. Jako absolvent vojenské akademie sloužil v c. k. armádě od roku 1876 a pobýval u různých posádek po celé monarchii, byl také důstojníkem generálního štábu. Před první světovou válkou zastával funkci velitele pevnosti v Přemyšlu (1911–1914) a v roce 1914 dosáhl hodnosti generála pěchoty. V průběhu války byl jmenován místodržitelem v Haliči (1915–1916), kde krátce poté zemřel.

## Životopis
Pocházel z francouzské šlechtické rodiny usazené v Rakousku od 17. století, byl synem důstojníka Hermanna Ignaze Colarda (1828–1905). První vojenskou průpravu získal na kadetní škole v Sankt Pölten (1870–1872), poté v letech 1872–1876 studoval na Tereziánské vojenské akademii ve Vídeňském Novém Městě. V hodnosti poručíka nastoupil k 10. pěšímu pluku ve Vídni (1876) a v roce 1881 byl povýšen na nadporučíka. Mezitím si doplnil vzdělání na Válečné škole (K.u.k. Kriegsschule) ve Vídni (1880–1882) a poté byl zařazen do sboru důstojníků generálního štábu. Sloužil u jednotek pěchoty v Lublani a ve Lvově, v hodnosti kapitána (1886) byl přidělen ke štábu 11. armádního sboru ve Lvově. V letech 1887–1889 byl štábním důstojníkem 100. pěšího pluku v Krakově a poté působil přímo na generálním štábu ve Vídni. V hodnosti majora (1893) se stal šéfem štábu 15. armádního sboru v Sarajevu. V roce 1898 byl povýšen do hodnosti plukovníka a v letech 1898–1905 byl velitelem 24. pěšího pluku ve Lvově.
K datu 1. května 1905 byl povýšen do hodnosti generálmajora a převzal velení 6. pěší brigády v Salzburgu (1905–1908). V letech 1908–1911 byl velitelem 24. pěší brigády v Přemyšlu a mezitím dosáhl hodnosti polního podmaršála (1909). V letech 1911–1914 zastával funkci velitele pevnosti v Přemyšlu. V lednu 1914 byl povolán do Vídně, kde byl jmenován prezidentem Nejvyššího vojenského soudního dvora a téhož roku byl povýšen do hodnosti generála pěchoty (1. září 1914).
K datu 21. srpna 1915 byl v armádě penzionován, ale krátce poté byl jmenován místodržitelem v Haliči. Do této funkce byl povolán mimo jiné díky své předchozí službě a znalosti místních poměrů, kromě toho dokonale ovládal polštinu. Jako místodržitel byl zároveň prezidentem zemského finančního ředitelství a předsedou zemské školní rady. V té době již ale trpěl aterosklerózou, kvůli zhoršujícímu se zdravotnímu stavu bylo upuštěno od plánovaného převozu k léčení do Vídně.
Zemřel 8. dubna 1916 ve věku 59 let a na základě své poslední vůle byl pohřben na hřbitově Tereziánské vojenské akademie ve Vídeňském Novém Městě.
V roce 1888 se ve Lvově oženil s Paulou Oesterreicherovou (1867–1931). Z manželství se narodily dvě děti, dcera Alice (1889–1960) a syn Guido (1894–1983). Po první světové válce žila rodina ve Vídni na adrese Skodagasse 14.

## Tituly a ocenění
V roce 1907 byl povýšen do šlechtického stavu s predikátem Edler von Colard, příslušný diplom byl vystaven až k datu 12. listopadu 1908. Ve funkci prezidenta Nejvyššího vojenského soudního dvora obdržel v roce 1914 titul c. k. tajného rady s nárokem na oslovení Excelence. Během vojenské kariéry získal několik vyznamenání v Rakousku-Uhersku, při návštěvě britského krále Eduarda VII. byl dekorován také britským Viktoriiným řádem. Po jeho smrti byla vdova Paula s dětmi povýšena do stavu svobodných pánů (1917).
- Vojenský záslužný kříž III. třídy (1897)
- Jubilejní pamětní medaile (1898)
- Služební odznak pro důstojníky III. třídy (1901)
- Řád železné koruny III. třídy (1902)
- Vojenský jubilejní kříž (1908)
- rytířský kříž Leopoldova řádu (1910)
- Mobilizační kříž (1913)
- Služební odznak pro důstojníky II. třídy (1911)
- velkokříž Řádu Františka Josefa s válečnou dekorací (1915)

- rytíř Viktoriina řádu (1908, Spojené království)